# Derbi de Tashkent
El derbi de Tashkent, también conocido como derbi de la capital, es el nombre que recibe una importante rivalidad futbolística entre el FC Pakhtakor y el FC Bunyodkor, los dos grandes equipos de fútbol de Tashkent, Uzbekistán.

## Historia
Desde la llegada del Bunyodkor —fundado como PFC Kuruvchi y referido en ocasiones como Quruvchi— a la Liga de fútbol de Uzbekistán, los partidos que le han enfrentado con su gran rival de la capital, el FC Pakhtakor, han sido considerados por los aficionados de ambos equipos y los medios de comunicación como el derbi de Uzbekistán o derbi de Tashkent. Con el exentrenador Luiz Felipe Scolari, el Bunyodkor se enfrentó en cuatro derbis: tres de la Liga de Uzbekistán y uno en la Copa Uzbeka.
El primer derbi tuvo lugar el 12 de julio de 2009 en el estadio JAR del Bunyodkor, donde este se impuso sobre el Pakhtakor por 2:1. El partido de la Supercopa entre el campeón y ganador de Copa, originalmente programado para el 11 de marzo de 2012, fue pospuesto y desde entonces no se ha fijado una nueva fecha para la disputa del título. El 26 de junio de 2012, en el partido de liga el Bunyodkor ganó por segunda vez al Pakhtakor con una diferencia de dos goles (2:0). Volvieron a encontrarse en la Copa de Uzbekistán el 25 de noviembre de 2012 y el Bunyodkor ganó nuevamente al Pakhtakor por 3:1, clasificándose para la final de copa.

## Partidos
| Temporada | Fecha      | Local     | Visitante | Resultado | Competición | Goles local                             | Goles visitante  |
| --------- | ---------- | --------- | --------- | --------- | ----------- | --------------------------------------- | ---------------- |
| 2007      | 18-05-2007 | Quruvchi  | Pakhtakor | 1–1       | Liga        | Lushan 39' pen                          | Magdeev 85'      |
| 2007      | 22-09-2007 | Pakhtakor | Quruvchi  | 0–0       | Liga        | -                                       | -                |
| 2007      | 09-12-2007 | Pakhtakor | Quruvchi  | 0–0 (7:6) | Copa        | -                                       | -                |
| 2008      | 10-07-2008 | Pakhtakor | Quruvchi  | 1–1       | Liga        | Geynrikh 57'                            | Villanueva 31'   |
| 2008      | 16-08-2008 | Bunyodkor | Pakhtakor | 1–1       | Liga        | Villanueva 8'                           | Z.Tadjiyev 90+2' |
| 2008      | 31-10-2008 | Bunyodkor | Pakhtakor | 3–1       | Copa        | J.Hasanov 40', Soliev 101', Soliev 114' | Ahmedov 45'      |
| 2009      | 12-07-2009 | Bunyodkor | Pakhtakor | 2–1       | Liga        | Aliqulov 21' (o.g.), J.Hasanov 58'      | Geynrikh 71'     |
| 2009      | 14-10-2009 | Pakhtakor | Bunyodkor | 0–0       | Liga        | -                                       | -                |
| 2009      | 08-08-2009 | Pakhtakor | Bunyodkor | 1–0       | Copa        | Andreev 35'                             | -                |
| 2010      | 14-03-2010 | Bunyodkor | Pakhtakor | 2–1       | Liga        | Rivaldo 18', Ristic 69'                 | Miladinovic 78'  |
| 2010      | 31-10-2010 | Pakhtakor | Bunyodkor | 0–0       | Liga        | -                                       | -                |
| 2011      | 07-07-2011 | Pakhtakor | Bunyodkor | 0–0       | Liga        | -                                       | -                |
| 2011      | 21-08-2011 | Bunyodkor | Pakhtakor | 2–1       | Liga        | Karpenko 70', Trifunović 72'            | A.Azizov 88'     |
| 2012      | 11-03-2012 | Bunyodkor | Pakhtakor | –         | Supercopa   | -                                       | -                |
| 2012      | 26-06-2012 | Bunyodkor | Pakhtakor | 2–0       | Liga        | Salomov 52', Kozák 64'                  | -                |
| 2012      | 09-08-2012 | Pakhtakor | Bunyodkor | 1–1       | Liga        | Andreev 70' pen                         | Salomov 15'      |
| 2012      | 22-08-2012 | Bunyodkor | Pakhtakor | 1–1       | Copa        | Soliev 42'                              | Andreev 21' pen  |
| 2012      | 25-11-2012 | Pakhtakor | Bunyodkor | 1–3       | Copa        | Shorahmedov 53', Salomov 54',78'        | Abdukholiqov 73' |

## Estadísticas
| Victorias Bunyodkor | 6  |
| Victorias Pakhtakor | 2  |
| Empates             | 9  |
| Goles Bunyodkor     | 19 |
| Goles Pakhtakor     | 11 |
| Total partidos      | 17 |

### Goleadores
| # | Jugador              | Club      | Goles |
| - | -------------------- | --------- | ----- |
| 1 | Shavkat Salomov      | Bunyodkor | 4     |
| 2 | Stanislav Andreev    | Pakhtakor | 3     |
| 2 | Anvar Soliev         | Bunyodkor | 3     |
| 3 | José Luis Villanueva | Bunyodkor | 2     |
| 3 | Alexander Geynrikh   | Pakhtakor | 2     |
| 3 | Jasur Hasanov        | Bunyodkor | 2     |